# جول فافر
جول فافر (بالفرنسية: Jules Favre )‏ (و. 1809 – 1880 م) هو سياسي، ودبلوماسي، ومحامي، من فرنسا، ولد في ليون، كان عضوًا في أكاديمية اللغة الفرنسية (منذ 2 مايو 1867)، توفي في فرساي، عن عمر يناهز 71 عاماً.

## مناصب
تولى منصب عضو الجمعية الوطنية الفرنسية، وعضو مجلس الشيوخ في الجمهورية الفرنسية الثالثة.

## روابط خارجية
- جول فافر على موقع الموسوعة البريطانية (الإنجليزية)